# 1525 Savonlinna
1525 Savonlinna este un asteroid din centura principală, descoperit pe 18 septembrie 1939, de Yrjö Väisälä.